# STARS (プロレス)
STARS（スターズ）はスターダムで活動するベビーフェイスユニット。正規軍として活動している。

## 歴史

### 2018年
4月15日のスターダムドラフト終了後に正規軍が改名する形で誕生。初期メンバーはリーダーの岩谷麻優、ドラフトで加入のスターライト・キッド、渋沢四季、ナツミ、中野たむ、現役復帰直後の鹿島沙希に加えて、ドラフト外加入のルアカ、羽南、小野崎玲皇、米山香織、ジャングル叫女、刀羅ナツコの12人で発足。4月21日に初試合を行った。
5月6日、ジャングル叫女のリーダーの岩谷に対する不信感に呼応する形で羽南以外のドラフト外組が離脱。その後、離脱組は新ユニット「JAN」を結成した。
6月3日、岩谷、鹿島組がゴッデス・オブ・スターダム王座を獲得。STARSとして初の王座戴冠となった。9月24日、STARDOM 5★STAR GP2018優勝決定戦で岩谷が林下詩美に勝利しGP優勝を果たす。
11月23日、この日6年半振りに現役復帰した星輝ありさが加入。

### 2019年
1月14日をもってナツミが事実上離脱する。また、3月末までには渋沢が引退、さらにはザイヤ・ブルックサイドが加入直後にWWEに移籍する。
4月14日に行われた、スターダムドラフト2019により飯田沙耶が加入する。
5月16日、星輝がワンダー・オブ・スターダム王座戦にて、同王座最多防衛王者であった渡辺桃を下して自身初のベルト戴冠。

### 2020年
1月3日、タッグマッチ中に鹿島が岩谷を裏切り、大江戸隊に加入。
5日の「WRESTLE KINGDOM 14」に岩谷と星輝がダークマッチに出場。木村花＆ジュリア組に勝利する。
2月16日に星野唯月が加入。
5月20日、星輝が首および頭部の負傷のため引退を発表、所持していたワンダー王座も返上した。また、星野も7月をもって選手を引退した。
10月4日、前日に大江戸隊との敗者ユニット解散ノーDQマッチに敗北し解散したTOKYO CYBER SQUADのメンバー（ジャングル叫女、吏南、ルアカ、ゴキゲンです☆）が加入。また、同日に東京女子プロレスから移籍したばかりの白川未奈が中野の勧誘を受け加入。しかし、わずか25日後の10月29日に吏南が大江戸隊に移籍する。
11月14日、中野、白川、そして東京女子から移籍したウナギ・サヤカの三人がSTARS内ユニット「COSMIC ANGELS」（略称：コズエン）を結成。12月16日、アーティスト・オブ・スターダム王座を獲得した。20日、COSMIC ANGELSは同王座戦でSTARSを下した直後に独立。正式なユニットとなる。

### 2021年
1月5日、新日本プロレス「WRESTLE KINGDOM 15」に岩谷がコズエンの中野たむとの越境タッグでダークマッチに2年連続出場。しかしジュリア＆朱里組に敗れる。
2月20日、試合中にルアカが岩谷をイス攻撃しSTARSから離脱。その後ルアカは琉悪夏に改名し大江戸隊に加入。
4月4日、ゴキゲンです☆が昼のOZアカデミー後楽園大会で米山香織として優宇とのタッグでOZアカデミー認定タッグ王座を奪取。しかし、夜のスターダム横浜武道館大会では最後に敗れた選手が相手のユニットに強制加入するルールのイリミネーションマッチに最後に敗れて大江戸隊に強制加入することとなり、リングネームもフキゲンです★に変更させられた。
4月7日、飯田が右膝靱帯の負傷により長期欠場に入る。
5月14日、コグマが大江戸隊に袋叩きにされる岩谷を救出し、6年ぶりの復帰を表明、STARSに加入する。
6月12日、再び大江戸隊と全面戦争イリミネーションマッチで対決したものの敗戦。スターライト・キッドが大江戸隊に強制加入することとなった。これにより、半年足らずで3人も大江戸隊にメンバーが移籍する形となった。
その後、7月17日に岩谷麻優と大江戸隊5人による1vs5スターライト・キッド奪還マッチが行われ、岩谷麻優が大江戸隊5人相手に勝利するも、キッドはSTARSに戻ることを拒否。大江戸隊に改めて加入を宣言した。
9月末、前年10月から長期欠場していたジャングル叫女がスターダムを退団。STARSからも離脱する。
11月4日、同年10月に1年10ヶ月ぶりに復帰したばかりの葉月が加入。直前の10月には同郷のコグマと共にFWC（Fukuoka W Crazy）を結成しており、その勢いのままGODDESSES OF STARDOMを優勝する。

### 2022年 - 2024年
2022年1月23日、この日スターダム初参戦となる向後桃がSTARS対大江戸隊の6人タッグ戦後にSTARS入りを志願し認められ、STARSに加入する。向後の教育係は葉月が務める。3月11日、飯田が11ヶ月ぶりに復帰した。
7月23日、名古屋ランブルのXとして大江戸隊のフキゲンです★がSTARSのゴキゲンです☆として登場。ランブルで優勝する。しかし、翌日はフキゲンです★として登場。STARS復帰とはならなかったが、以降も稀にゴキゲンです☆が登場する。
9月11日、STARSのメンバーがコーチとなって、タレントのフワちゃんがプロレスデビューする事が発表。その後、10月23日にフワちゃんがデビューするが、ユニットとしては無所属扱いであった。
しかし、これ以降メンバーがほぼ固定化され、後に羽南がマンネリ化も危惧するほどとなった。
2024年1月14日、弓月が加入するも、わずか2ヵ月半後の3月末でスターダム自体を退団した。

### 2025年
2025年1月からSNS上で羽南と葉月が論争になるなど、次第にユニット内に不協和音が流れ始める。
2025年4月28日、結成からリーダーとして活動していた岩谷が突如として退団する。さらに、5月11日の試合後、葉月とコグマがユニット脱退。岩谷が退団したことも脱退の大きな要因としていた。岩谷の退団をきっかけにして、再編が一気に進む形となった結果、STARSは3人体制となった。
8月17日、「STARDOM 5★STAR GP 2025」浜松大会で、飯田沙耶が1月にデビューした姫ゆりあに「STARSに入れ！私たちがゆりあを変える。だからてめえは強制的にSTARS入りだ」と言い渡す。これにより姫ゆりあが新生STARSに加入。

## メンバー

### 現在
| メンバー | 加入          | 備考                        |
| -------- | ------------- | --------------------------- |
| 羽南     | 2018年4月15日 | 初期メンバー、2代目リーダー |
| 飯田沙耶 | 2019年4月14日 |                             |
| 向後桃   | 2022年1月23日 |                             |
| 姫ゆりあ | 2025年8月17日 |                             |

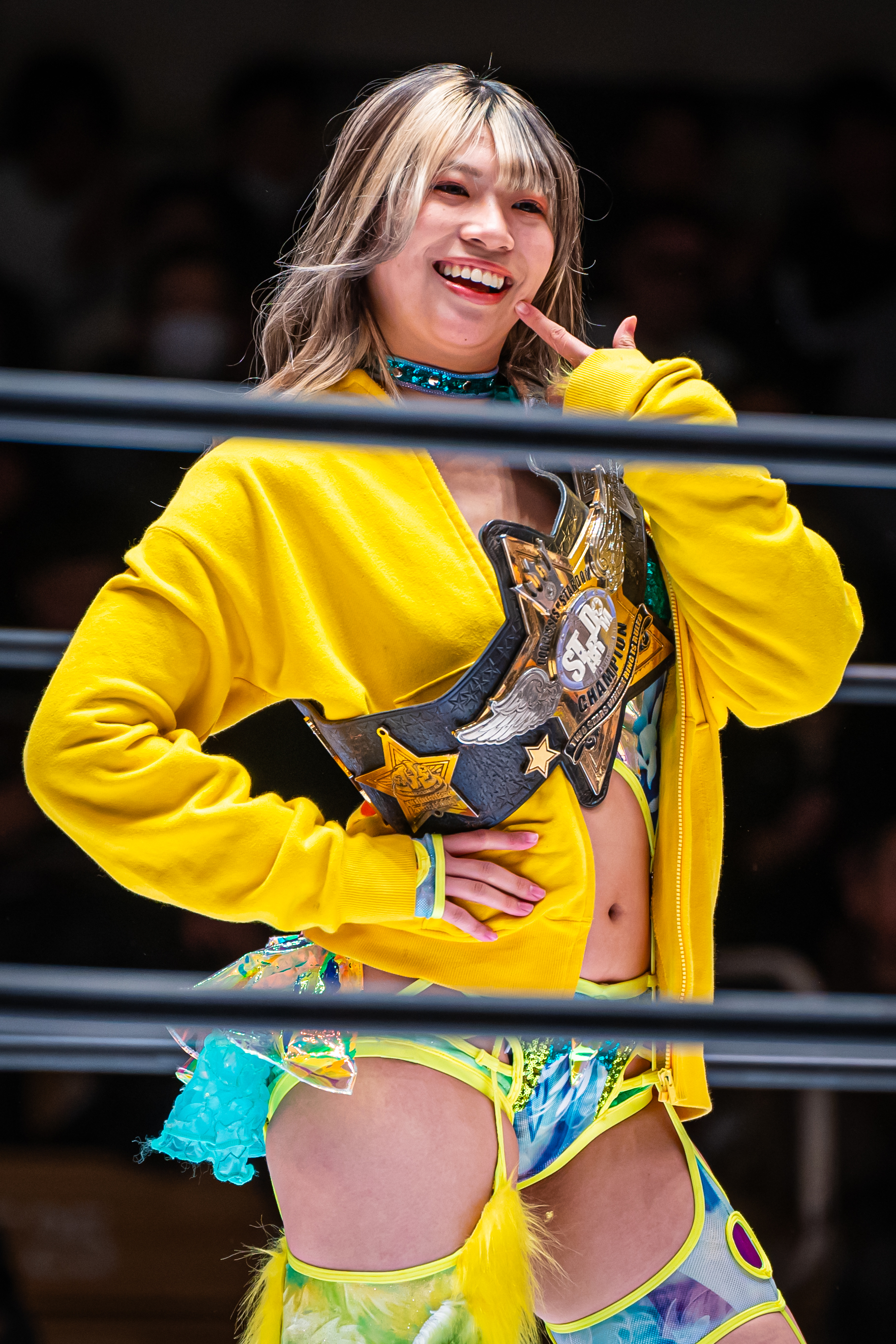
羽南
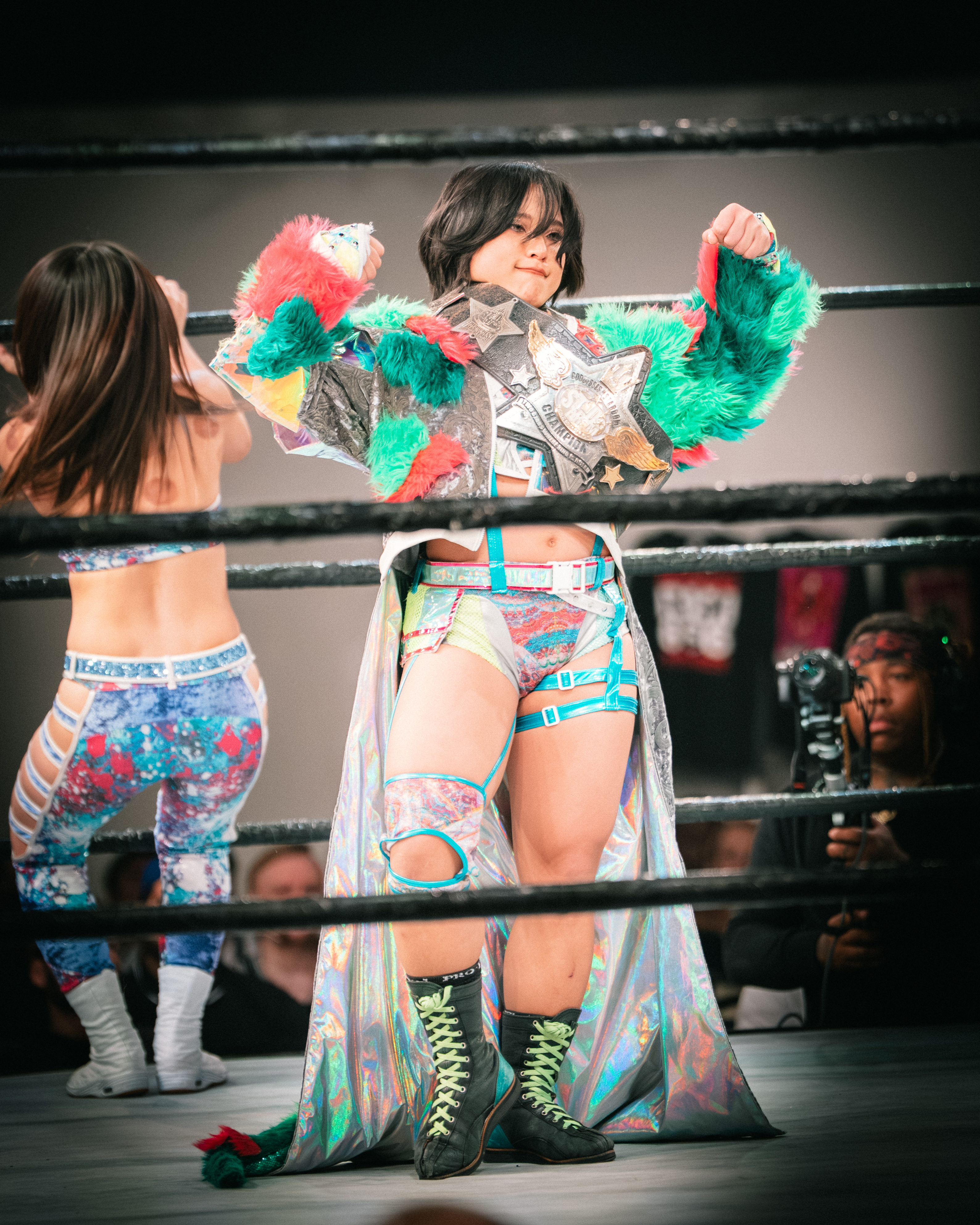
飯田沙耶
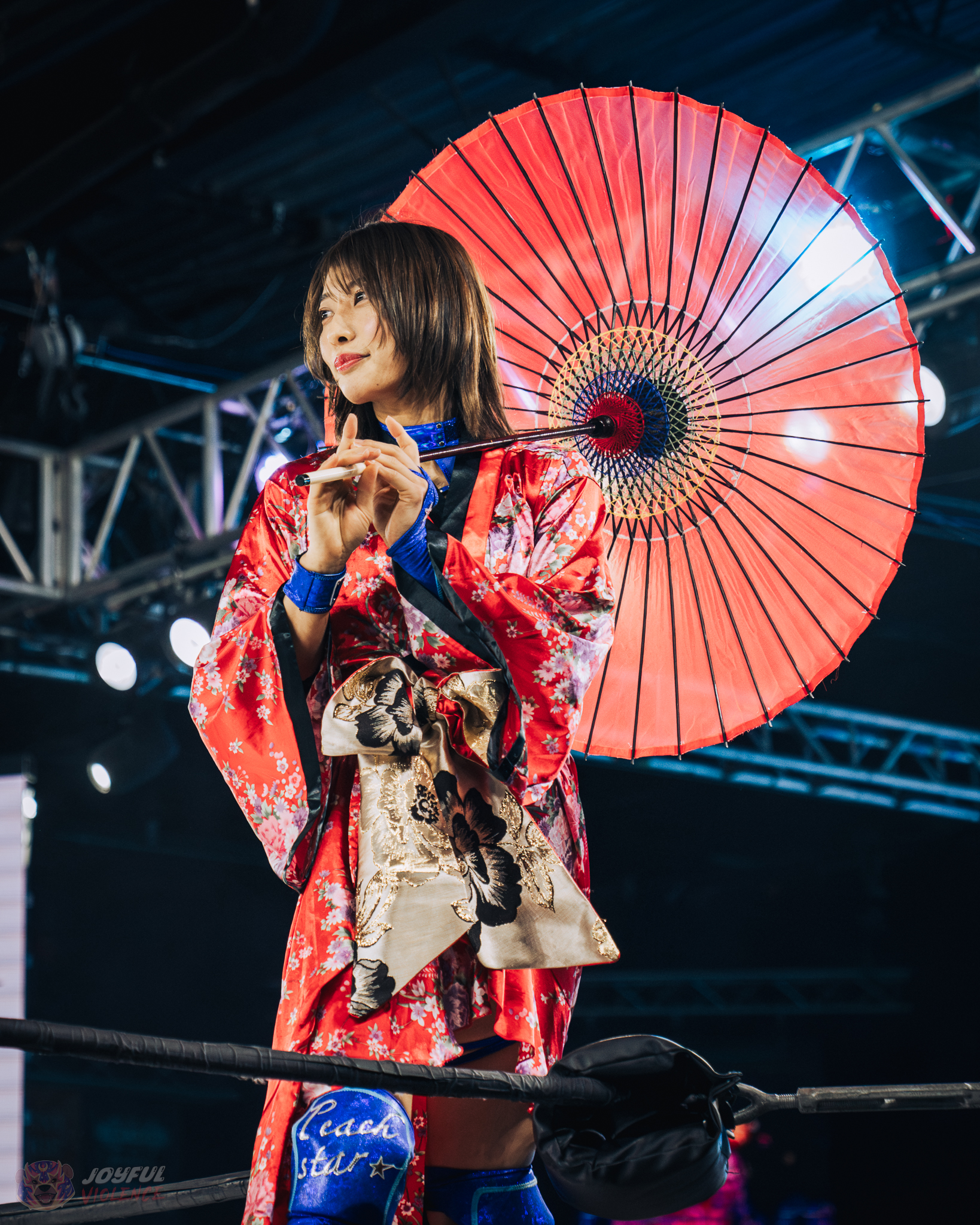
向後桃

### 過去
| メンバー               | 加入           | 脱退           | 備考                                                           |
| ---------------------- | -------------- | -------------- | -------------------------------------------------------------- |
| 小野崎玲皇             | 2018年4月15日  | 2018年5月6日   | 初期メンバー                                                   |
| 刀羅ナツコ             | 2018年4月15日  | 2018年5月6日   | 初期メンバー                                                   |
| ナツミ                 | 2018年4月15日  | 2019年1月14日  | 初期メンバー                                                   |
| アレックス・グラシア   | 2019年1月2日   | 2019年2月24日  |                                                                |
| 渋沢四季               | 2018年4月15日  | 2019年3月28日  | 初期メンバー                                                   |
| ザイヤ・ブルックサイド | 2019年3月9日   | 2019年3月28日  |                                                                |
| 鹿島沙希               | 2018年4月15日  | 2020年1月3日   | 初期メンバー、岩谷を裏切り大江戸隊移籍                         |
| 星輝ありさ             | 2018年11月23日 | 2020年5月20日  | 引退                                                           |
| 星野唯月               | 2020年2月16日  | 2020年9月28日  | 引退                                                           |
| 吏南                   | 2020年10月4日  | 2020年10月29日 | 大江戸隊移籍                                                   |
| 中野たむ               | 2018年4月15日  | 2020年12月20日 | 初期メンバー、COSMIC ANGELS結成                                |
| 白川未奈               | 2020年10月25日 | 2020年12月20日 | COSMIC ANGELS移籍                                              |
| ウナギ・サヤカ         | 2020年11月14日 | 2020年12月20日 | COSMIC ANGELS移籍                                              |
| ルアカ                 | 2020年10月4日  | 2021年2月20日  | 2018年にも在籍、岩谷を裏切り大江戸隊移籍                       |
| ゴキゲンです☆          | 2020年10月4日  | 2021年4月4日   | 米山香織として2018年にも在籍、敗者強制移動マッチで大江戸隊移籍 |
| スターライト・キッド   | 2018年4月15日  | 2021年6月12日  | 初期メンバー、敗者強制移動マッチで大江戸隊移籍                 |
| ジャングル叫女         | 2020年10月4日  | 2021年9月30日  | 2018年にも在籍、2021年9月退団                                  |
| 弓月                   | 2024年1月14日  | 2024年3月31日  | 退団                                                           |
| 岩谷麻優               | 2018年4月15日  | 2025年4月28日  | 初代リーダー、初期メンバー、退団                               |
| コグマ                 | 2021年5月15日  | 2025年5月11日  |                                                                |
| 葉月                   | 2021年11月4日  | 2025年5月11日  |                                                                |

## 入場曲
Stars All Stars
定番のユニット入場曲。数年前に数量限定のCD内のみに収録されていた。配信はされていない。